# 和平溪

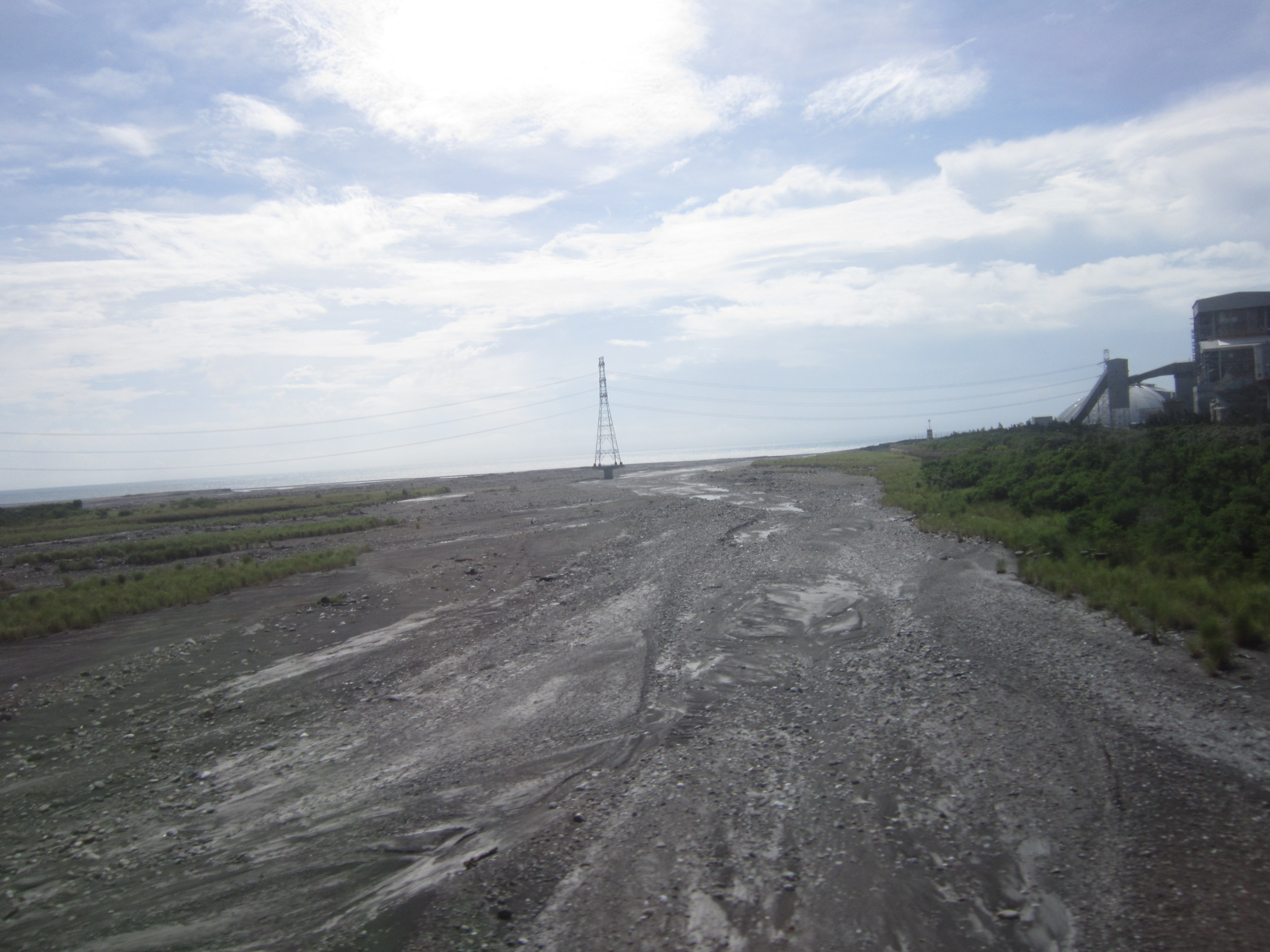
和平溪枯水期時，河床上滿是礫石，是典型的荒溪型河川，右側堤防外則是台泥的和平水泥專業區

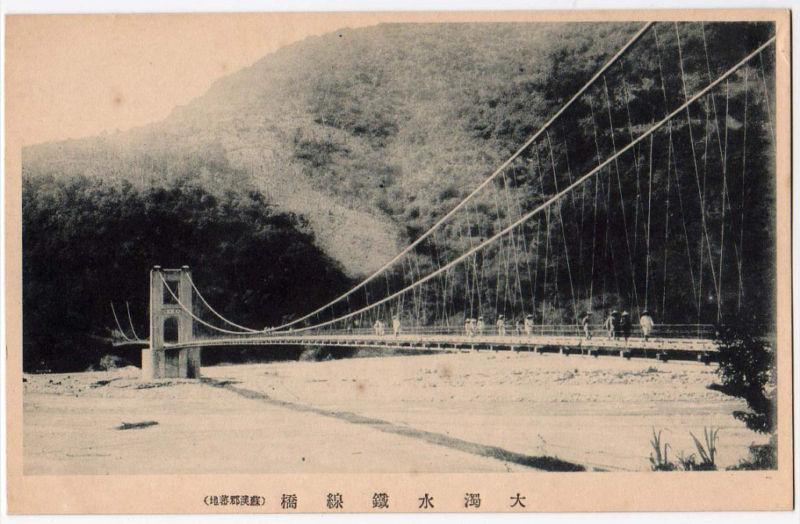
日治時期的臨海道路（今蘇花公路）是以鐵線橋橫跨大濁水溪，上題「大濁水鐵線橋（蘇澳郡蕃地）」等字樣。

和平溪又名大濁水溪，位於台灣東部，是花蓮縣與宜蘭縣的界溪，也是北臺灣與東臺灣的界溪，屬於中央管河川。

## 簡介
大濁水溪（和平溪）最遠源頭為源發南湖大山北峰東北坡的大濁水北溪（漢名又稱和平北溪），最主要支流為源發南湖大山東峰南坡的大濁水南溪（漢名又稱和平南溪）。總長約有50.73公里，流域面積約為581.06平方公里:4。流經北側宜蘭縣南澳鄉與南側花蓮縣秀林鄉，出海口分為兩處。下游建有大濁水橋。流域北側為由匹亞南鞍部集散，先祖往東翻越南湖大山的一支，往大濁水流域遷徙的南澳群泰雅族傳統領域，有比亞毫、金洋等部落；流域南側的上游為東遷的賽德克族陶賽群傳統領域，下游為東遷的賽德克族德路固群太魯閣族傳統領域。
1874年牡丹社事件，清廷推行開山撫番進軍侵入後山之後，後山的「大濁水溪」一名開始標示在官方地圖上：推定1875–1880年調製的《台灣前後山全圖》、《全台前後山輿圖》、《全台輿圖》有標示「大濁水溪」。日治及戰後初期沿續此名，到1957年的《聯勤版二萬五千分一地形圖》上游的圖幅標示「大濁水北溪」、下游及南側圖幅則標示「和平溪」、「和平南溪」。

## 特色

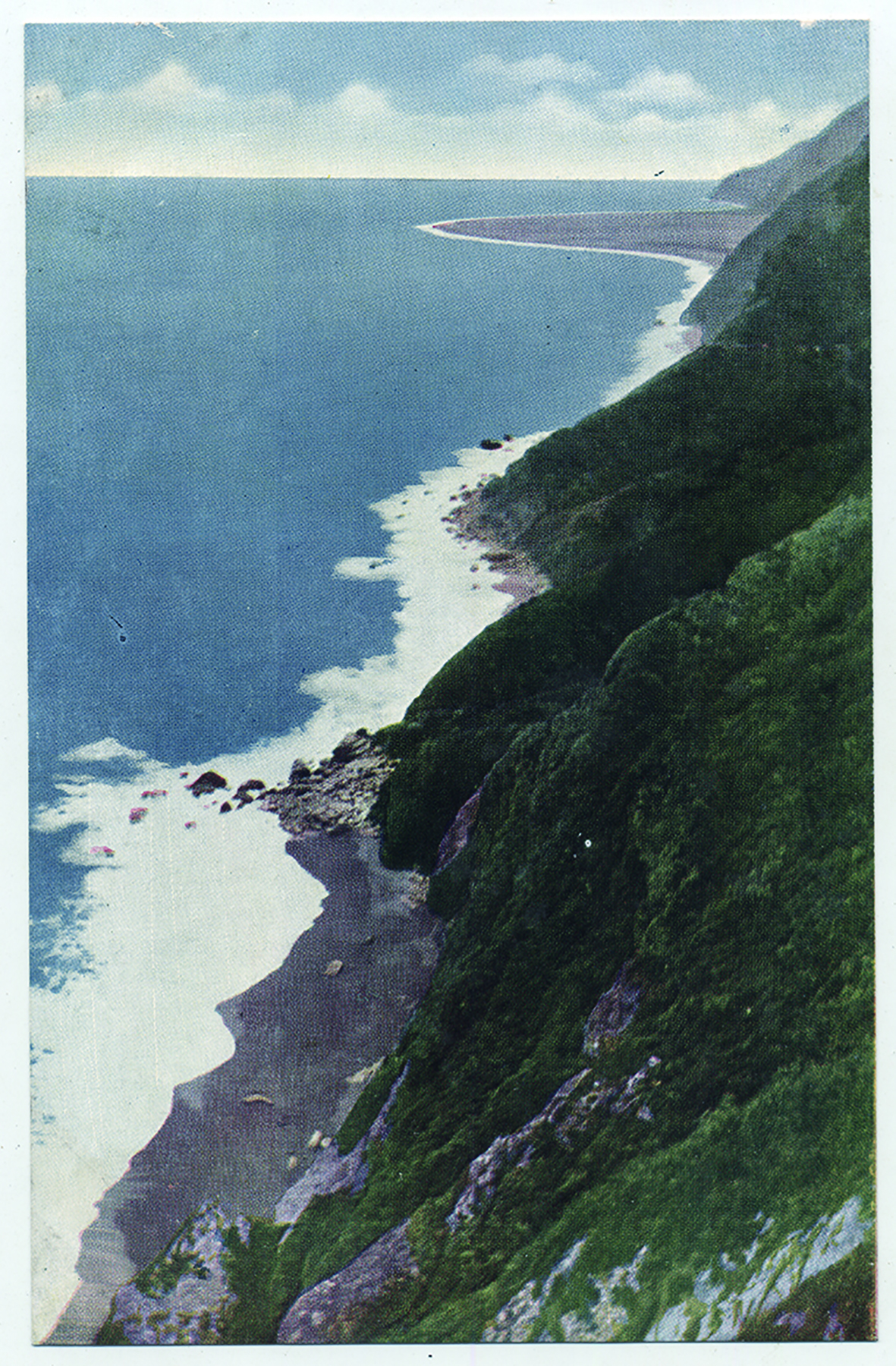
和平溪出海口的大扇型沙洲

和平溪的溪流主線在短短四、五十公里的距離內下降近三千公尺，在上游造成劇烈的侵蝕作用及崩塌，再加上此區在冬季是東北季風的迎風面，在夏季又常有颱風侵襲，因此，雨量豐富，故河水的搬運作用極強，由於河水的沙石含量極大，造成溪水混濁，故稱為大濁水溪。 
由於和平溪主幹水系並不長，而高低落差大，因此，河水停留在水域內的時間並不長，造成豐水期與枯水期的極大差異，甚至經常見底，是個典型的「荒溪型」河川。
和平溪最有名的就是出海口的大扇型沙洲，其位於和平溪下游出海口，當河水運砂量遠大於海水沿岸流的搬運力量時，就會堆積出大型的河口三角洲，和平溪因主流和山脈逼近海洋的關係，所以砂礫從上游衝擊的力道極強，因此到了出海口形成圓弧狀突出外形的海口沖積平原，使海岸線呈現外凸的弧形，為標準的圓弧狀三角洲（arcuate delta），整個三角洲沖積扇的扇頂位於宜蘭縣南澳鄉澳花村，扇面向東橫跨宜蘭、花蓮兩縣至出海口。

## 水系主要河川
- 和平溪（大濁水溪）
  - 澳花溪 （楓溪）
  - 和平南溪（大濁水南溪）
    - 闊闊庫溪
      - 烏來溪

  - 和平北溪（大濁水北溪）
    - 布蕭丸溪
    - 莫很溪
    - 次考干溪
    - 拉巴丸溪

## 主要橋樑
以下由溪口至源頭列出主流上之主要橋樑：
- 台鐵和平溪橋（台鐵北迴線）
- 和平溪橋（省道台9線／蘇花改）
- 大濁水橋（省道台9丁線／蘇花公路）

## 附近設施
- （省道台9線／蘇花公路）目前為此區域內對外的主要聯絡公路。
- 和平水泥專業區：此區位於和平溪南岸，花蓮縣秀林鄉境內，由台灣水泥公司投資興建，包含台泥公司的水泥廠、採礦場、水泥專用港及和平發電廠等。
- 台鐵北迴線：在和平溪出口北側，宜蘭縣境內設有漢本車站，和平溪南側花蓮縣境內有和平車站，為此區域內對外的主要聯絡車站。
- 南溪壩：位於和平溪支流和平南溪上，主配合為台灣電力公司東部地區碧海電廠運作使用。